# BMX
BMX (bicycle motocross) ali kolesárski mótokrós je zvrst kolesarstva. Ime je okrajšava angleških besed Bicycle MotoCross (kolesarski motokros). Črka X pride iz besede Cross, ki lahko v angleščini pomeni tudi križ. Cross v tem primeru pomeni prečkati, križariti. Domovina te športne panoge so Združene države Amerike. Kolo BMX je značilne oblike. V primerjavi z običajnim kolesom je BMX bolj robustno, saj mora dobro prenašati številne skoke. Sprva so bila kolesa BMX priljubljena predvsem pri otrocih, kasneje pa so se pričela širše uporabljati za izvajanje trikov in tekmovanja na temu namenjenih progah. Na olimpijskih igrah v Pekingu (2008) je BMX postal eden od olimpijskih športov.

## Discipline
V preteklosti se je izoblikovalo več disciplin:
- Race (dirka)
- Flatland (prosti slog).
- Dirt (skakanje na zemeljskih objektih)
- Street (uporabljanje urbanih površin za izvajanje trikov)